# Царицыно Озеро
Цари́цыно О́зеро — посёлок в Тихвинском городском поселении Тихвинского района Ленинградской области в восьми километрах к северу от Тихвина.

## Название
Название посёлка происходит от одноимённого озера.
По существующей версии, озеро было названо Царицыным, так как во время русско-шведской войны в 1613 году в лесах в районе озера скрывалась четвёртая жена Ивана Грозного Анна Колтовская, бывшая в то время настоятельницей Введенского Тихвинского девичьего монастыря.

## История

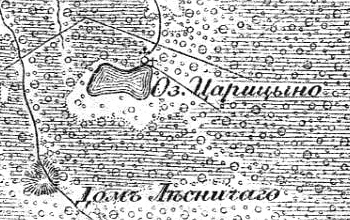
Земли деревни Царицыно Озеро на карте 1913 года

Согласно карте Петроградской и Новгородской губерний 1913 года на берегу озера Царицыно находилась часовня.

Часовня у Царицына озера на карте 1932 года

По данным 1966 года посёлок назывался Царицыно и входил в состав Лазаревичского сельсовета Тихвинского района с центром в деревне Стретилово.
По данным 1973 и 1990 годов посёлок назывался Царицыно Озеро и также входил в состав Лазаревичского сельсовета.
В 1997 году в посёлке Царицыно Озеро Лазаревичского сельсовета проживали 573 человека, в 2002 году — 417 человек (русские — 93 %).
В 2007 году в посёлке Царицыно Озеро Тихвинского ГП проживали 285 человек, в 2010 году — 238, в 2012 году — 258, в 2025 году — 217 человек.

## География
Посёлок расположен в западной части района на автодороге 41К-896 (подъезд к пос. Царицино Озеро).
Расстояние до административного центра поселения — 9 км.
Расстояние до ближайшей железнодорожной станции Тихвин — 7 км.
Посёлок находится на северном берегу озера Царицыно. К северу от посёлка протекает Пякшин ручей.

## Демография
| 2007 | 2010 | 2017 |
| ---- | ---- | ---- |
| 285  | ↘238 | ↗251 |

Изменение численности населения за период с 1997 по 2025 год:

### Национальный состав
Согласно данным Всероссийской переписи населения 2021 года в посёлке проживали 202 человека, из них:
 русские — 194 (казаки — 1), белорусы — 2, башкиры — 1, мордва — 1, татары — 1, украинцы — 1, другие национальности — 2 человека.

## Инфраструктура
На территории посёлка располагается Детский оздоровительный лагерь «Огонёк».
Долгое время на берегу озера располагалась Тихвинская школа-интернат Мурманского УО. Территория вокруг озера является курортной.

## Фото

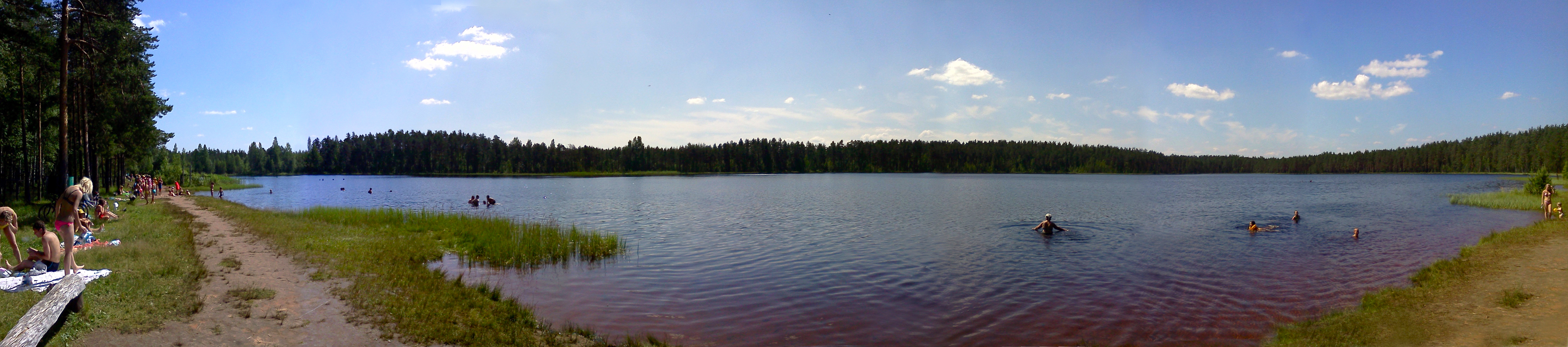
Панорама Царицына озера. 2011 год